# استاد كاماز

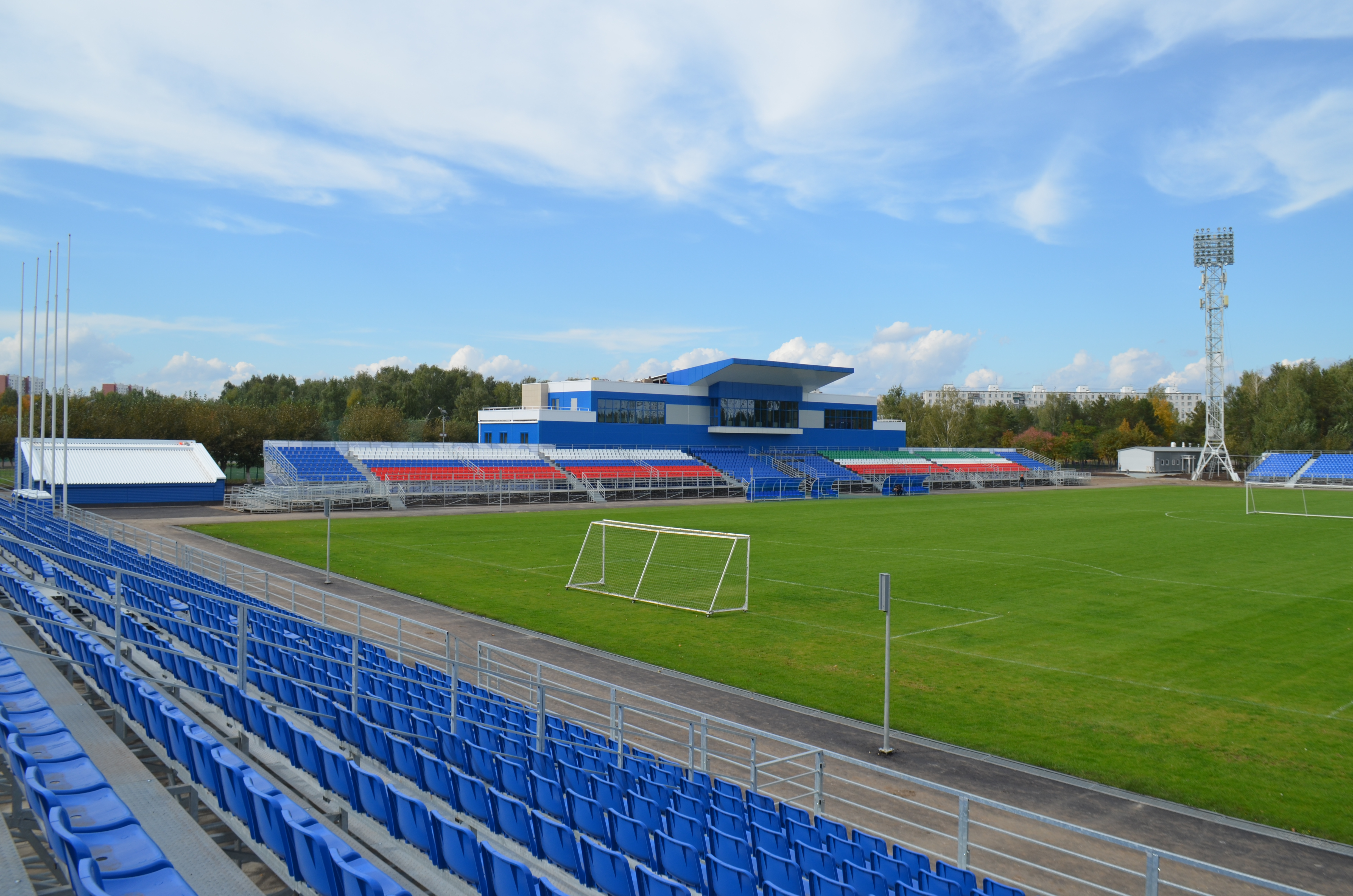
إستاد كاماز

استاد كاماز هو ملعب متعدد الأغراض في نابريجنيي تشلني، روسيا. يتم استخدامه حاليًا في الغالب لمباريات كرة القدم وهو الملعب الرئيسي لنادي كاماز. تم بناء الاستاد في عام 1977 ويتسع لـ2448 شخص.